# Neopanorpa parvula
Neopanorpa parvula is een insect uit de orde van de schorpioenvliegen (Mecoptera), familie van de schorpioenvliegen (Panorpidae). De wetenschappelijke naam van de soort is voor het eerst geldig gepubliceerd door Willmann in 1976.
De soort komt voor in Vietnam.